# 放映権 (ラグビー)
ラグビーの放映権について解説。

## 概要
日本ラグビー協会が1997年にJ SPORTS(当時・スカイスポーツ)と契約を結んだことで国内外問わず主要な試合はJ SPORTSで中継している。また放送局と放映権に関する契約を結んでいる関係上ライブ配信に制限がかかることがある。

## 国内ラグビー

### 現在

#### ジャパンラグビーリーグワン
J SPORTSが事業共創パートナーに就任しており、リーグワン全試合のテレビ・インターネット中継の放映権を取得している。
DIVISION1とDIVISION2について、4つのテレビ放送チャンネルを活用し、全試合ノーカット実況中継する。DIVISION2は、DIVISION1と同時刻の場合に録画放送となる場合がある。DIVISION1の試合を対象とした『ジャパンラグビー リーグワン2022-23【30分1本勝負!】』 と題した1試合30分のダイジェスト中継を随時放送。
DIVISION3を含む24チームすべての試合について、「J SPORTSオンデマンド」で生中継配信する。ただし、DIVISION3ではカメラが1台から数台で、実況アナウンスは無い。
J SPORTS以外に、放送・配信を行ったメディアは以下の通り。最新2022-23シーズンは、2023年1月15日の対戦までの集計。
| シーズン | メディア名                   | 中継回数 | 備考                                                                                         |
| -------- | ---------------------------- | -------- | -------------------------------------------------------------------------------------------- |
| 2022-23  | イッツコムチャンネル         | 1        | ブラックラムズ東京戦（ホスト）                                                               |
| 2022-23  | 中京テレビ                   | 1        | トヨタヴェルブリッツ戦（ホスト）                                                             |
| 2022-23  | 日本テレビ（関東ローカル）   | 1        | 埼玉ワイルドナイツ戦（ホスト）                                                               |
| 2022-23  | Hulu                         | 1        | 埼玉ワイルドナイツ戦（ホスト）                                                               |
| 2022-23  | tvk（テレビ神奈川）          | 2        | 横浜キヤノンイーグルス戦（ホスト）、三菱重工相模原ダイナボアーズ戦（ホスト）                 |
| 2022-23  | 読売テレビ（関西ローカル）   | 1        | コベルコ神戸スティーラーズ対花園近鉄ライナーズ                                               |
| 2022-23  | IBC岩手放送                  | 1        | 釜石シーウェイブス戦（ホスト）                                                               |
| 2022-23  | MBS毎日放送                  | 1        | コベルコ神戸スティーラーズ戦（ホスト）                                                       |
| 2022-23  | テレビ埼玉                   | 1        | 埼玉ワイルドナイツ戦（ホスト）                                                               |
| 2022     | BS日テレ                     | 5        | 準決勝、3位決定戦など                                                                        |
| 2022     | 日本テレビ（関東ローカル）   | 3        | 埼玉ワイルドナイツ戦など、準決勝                                                             |
| 2022     | 日本テレビ系全国ネット       | 1        | 決勝戦                                                                                       |
| 2022     | Hulu                         | 8        | 日本テレビ中継の時に配信されることが多い                                                     |
| 2022     | テレビ埼玉                   | 3        | 埼玉ワイルドナイツ戦（ホスト）                                                               |
| 2022     | FM NACK5                     | 1        | 埼玉ワイルドナイツ戦（ホスト）                                                               |
| 2022     | FMクマガヤ                   | 1        | 埼玉ワイルドナイツ戦（ホスト）                                                               |
| 2022     | tvk（テレビ神奈川）          | 4        | 横浜キヤノンイーグルス戦（ホスト）、三菱重工相模原ダイナボアーズ戦（ホスト）                 |
| 2022     | SBS静岡放送                  | 1        | 静岡ブルーレヴズ戦（ホスト）                                                                 |
| 2022     | FM Haro!（浜松エフエム放送） | 5        | 静岡ブルーレヴズ戦（ホスト）                                                                 |
| 2022     | 岐阜放送                     | 1        | 岐阜メモリアルセンター長良川競技場での試合                                                   |
| 2022     | 読売テレビ（関西ローカル）   | 1        | コベルコ神戸スティーラーズ戦（ホスト）                                                       |
| 2022     | TOSテレビ大分                | 1        | 昭和電工ドーム大分での試合                                                                   |
| 2022     | IBC岩手放送                  | 5        | 釜石シーウェイブス戦（ホスト）                                                               |
| 2022     | J:COM（千葉エリア）          | 2        | グリーンロケッツ東葛戦、クボタスピアーズ船橋・東京ベイ戦                                     |
| 2022     | J:COM（東京エリア）          | 3        | 東京サンゴリアス戦、東芝ブレイブルーパス東京戦、ブラックラムズ東京戦                         |
| 2022     | J:COM（兵庫エリア）          | 1        | コベルコ神戸スティーラーズ戦                                                                 |
| 2022     | J:COM（埼玉エリア）          | 1        | 埼玉ワイルドナイツ戦                                                                         |
| 2022     | J:COM（神奈川エリア）        | 2        | 横浜キヤノンイーグルス戦、三菱重工相模原ダイナボアーズ戦                                     |
| 2022     | J:COM（大阪エリア）          | 2        | 花園近鉄ライナーズ戦                                                                         |
| 2022     | dTV                          | 10       | NTTドコモレッドハリケーンズ大阪戦、NTTコミュニケーションズシャイニングアークス東京ベイ浦安戦 |

#### 大学ラグビー
大学選手権準々決勝2試合 をNHK BS1で大学選手権準決勝以降と早慶戦・早明戦をNHKが中継。J SPORTSも大学選手権全試合とリーグ戦有力カードを中継している。かつては関東大学リーグ戦や関西大学リーグもNHKで中継していた。

#### 高校ラグビー
高校ラグビーは決勝戦をMBSテレビにてTBS系列全国ネットで中継。かつてはNHKで中継していた。
選抜ラグビーはJSPORTSオンデマンド・HANAZONO LIVEで配信された。

#### 日本選手権
NHK・JSPORTSで中継。

#### テストマッチ(日本戦)
NHK・NHK BS1・Eテレ・日本テレビ・J SPORTS・WOWOWで中継。かつてはテレビ東京・フジテレビ・BS朝日でも中継。

### 過去

#### ジャパンラグビートップリーグ
- 地上波　日本テレビ、NHK総合（かつてはテレビ朝日・テレビ東京・tvkでも中継）
- BS　BS日テレ、NHK BS1、J SPORTS(かつてはBS朝日でも中継)
- CS　J SPORTS
- ネット　J SPORTSオンデマンド、DAZN、ABEMA（旧AbemaTV）

また、チームによっては地元放送局で中継を行う場合もある。
ジャパンラグビートップリーグ#放送についても参照。

#### 全国社会人ラグビーフットボール大会
テレビ朝日・朝日放送・テレビ東京で放送していた。

## 国際大会
- ラグビーワールドカップ
  - 1987年大会 - TBS・NHK総合
  - 1991年大会・1995年大会　NHK総合単独中継
  - 1999年大会 - NHK総合
  - 2003年大会 - テレビ東京
  - 2007年大会・2011年大会 - 日本テレビ
  - 2015年大会 - 日本テレビ・NHK BS1
  - 2019年大会 - 日本テレビ・NHK総合/BS4K・BS8K/BS1、TVer・Hulu
  - 2023年大会 - 日本テレビ・NHK総合/BS4K/NHKプラス、TVer・Hulu
  - 1999年大会からJ SPORTSが全試合の放映権を獲得している。
  - ラグビーワールドカップ#日本での放送体制も参照。
- ラグビーワールドカップセブンズ
  - 2018年大会はAbemaTVで全試合ライブ配信。かつてはJ SPORTSで中継。
- ワールドラグビーセブンズシリーズ
  - 現在は放送なし。かつてはWOWOW・DAZN・J SPORTSで中継配信。

## 海外ラグビー
- スーパーラグビー
  - 2021年シーズンからWOWOWで中継/配信。2020年シーズンまではJ SPORTSで中継していた。なおサンウルブズホーム主催ゲームはBS日テレも中継。かつてはBS-TBSも中継。
- プレミアシップ
  - 現在放送なし。かつてはDAZN、J SPORTSで中継。
- フランス選手権トップ14
  - テレ朝チャンネルで中継。かつてはWOWOW・J SPORTSで中継。
- ザ・ラグビーチャンピオンシップ
  - 2021年大会からWOWOWで中継/配信。かつてはJ SPORTSで中継。
- ヨーロピアンラグビーチャンピオンズカップ
  - J SPORTSで中継。
- シックス・ネイションズ
  - WOWOWで中継。かつてはJ SPORTS・BS1で中継。